# Джиммі Гартвіг
Джиммі Гартвіг (нім. Jimmy Hartwig, нар. 5 жовтня 1954, Оффенбах-на-Майні) — німецький футболіст, що грав на позиції півзахисника. По завершенні ігрової кар'єри — тренер.
Виступав, зокрема, за клуб «Гамбург», у складі якого — триразовий чемпіон Німеччини і володар Кубка чемпіонів УЄФА, а також національну збірну Німеччини.

## Клубна кар'єра
У дорослому футболі дебютував 1973 року виступами за команду клубу «Оснабрюк», в якій провів один сезон, взявши участь у 29 матчах чемпіонату. 
Протягом 1974—1978 років захищав кольори команди клубу «Мюнхен 1860».
Своєю грою за останню команду привернув увагу представників тренерського штабу клубу «Гамбург», до складу якого приєднався 1978 року. Відіграв за гамбурзький клуб наступні шість сезонів своєї ігрової кар'єри. Більшість часу, проведеного у складі «Гамбурга», був основним гравцем команди.
Згодом з 1984 по 1986 рік грав у складі команд клубів «Кельн» та «Зальцбург».
Завершив професійну ігрову кар'єру у «Гомбурзі», за команду якого виступав протягом 1986—1988 років.

## Виступи за збірну
1979 року провів два офіційні матчі у складі національної збірної Німеччини.

## Кар'єра тренера
Розпочав тренерську кар'єру невдовзі по завершенні кар'єри гравця, 1989 року, очоливши тренерський штаб клубу «Аугсбург». Наступного року також працював з командою «Заксена».

## Титули і досягнення
- Чемпіон Німеччини (3):

«Гомбург»: 1978-1979, 1981-1982, 1982-1983
- Володар Кубка чемпіонів УЄФА (1):

«Гомбург»: 1982-1983